# فابیان کونزه
فابیان کونزه (انگلیسی: Fabian Kunze؛ زادهٔ ۱۴ ژوئن ۱۹۹۸) بازیکن فوتبال است.
از باشگاه‌هایی که در آن بازی کرده‌است می‌توان به باشگاه فوتبال آرمینیا بیله‌فلد اشاره کرد.